# Humble Indie Bundle
A Humble Bundle, Inc. é uma loja digital de Videojogos, que cresceu a partir da sua oferta original de Humble Bundles, coleções de jogos vendidas a um preço determinado pelo comprador e com uma parte do preço destinada a instituições de caridade e o restante dividido entre os desenvolvedores de jogos. A Humble Bundle continua a oferecer estes pacotes de tempo limitado, mas expandiu-se para incluir uma loja virtual maior e mais persistente. O conceito de Humble Bundle foi inicialmente gerido pela Wolfire Games em 2010, mas pelo seu segundo pacote, a empresa Humble Bundle foi separada para gerir a promoção, pagamentos e distribuição dos bundles. Em outubro de 2017, a empresa foi adquirida pela Ziff Davis através da sua subsidiária IGN Entertainment.
Os pacotes iniciais eram normalmente coleções de jogos desenvolvidos independentemente, com suporte multiplataforma (incluindo Microsoft Windows, MacOS e plataformas Linux) fornecidos sem gestão de direitos digitais (DRM). A cada poucos meses, os Humble Bundles de duas semanas atraíam atenção da mídia, com vários bundles ultrapassando a marca de $1 milhão em vendas. Posteriormente, os bundles tornaram-se mais frequentes e expandiram-se para incluir jogos de desenvolvedores estabelecidos, grandes editoras, jogos para dispositivos baseados em Android, bundles promovendo game jams e bundles apresentando cópias digitais de música, livros e banda desenhada. Atualmente, os bundles são oferecidos de forma mais regular, com uma loja persistente para vendas individuais de jogos.
As ofertas da Humble Bundle apoiam várias instituições de caridade, incluindo Action Against Hunger, Child's Play, Electronic Frontier Foundation, charity: water, American Red Cross, WaterAid e Wikimedia Foundation. Até o final de outubro de 2014, os desenvolvedores participantes tinham faturado mais de $100 milhões e até setembro de 2021, o montante total de caridade arrecadado pelos bundles ultrapassou os $200 milhões em 50 instituições de caridade diferentes. O sucesso da abordagem da Humble Bundle inspirou vários esforços semelhantes para oferecer bundles "pague o que quiser" para jogos menores, incluindo IndieGala e Indie Royale.
A operação da Humble Bundle cresceu desde então para incluir uma loja dedicada, a Humble Store, e um braço editorial, Humble Games, para apoiar jogos independentes. Como corporação, a Humble Bundle tem sede em São Francisco, Califórnia, com cerca de 60 funcionários.

## Ideia
A ideia do primeiro pacote de jogos eletrônicos independentes foi de Jeff Rosen, da Wolfire Games. Rosen diz que sua inspiração foi a partir de pacotes semelhantes que aconteciam no Steam. Rosen também notou que essas vendas poderiam ser virais, com a sua propagação boca a boca na internet. O sistema de "pague-quanto-você-quiser" foi inspirado no que a 2D Boy fez com o aniversário de 1 ano de World of Goo, onde o comprador poderia pagar quanto quisesse, onde as vendas chegaram a 57 mil cópias, gerando mais de US$ 114 mil dólares, após as taxas do Paypal.
Após laços próximos a vários desenvolvedores independentes, Jeff Rosen conseguiu lançar a primeira versão do Humble Indie Bundle, se aproveitando dos sistemas de vendas do Paypal, Amazon Payments, Google Checkout e Bitcoin, minimizando os custos de operações e distribuição.
Mesmo que o boca a boca fosse a principal forma da fama da compilação, Rosen reconheceu que o processo de compra deveria ser simples. Rosen também procurou incluir instituições de caridade. Foram escolhidas duas: Child's Play e a Electronic Frontier Foundation. A primeira doava jogos para crianças hospitalizadas, enquanto a escolha da segunda foi para apoiar sua posição contra DRMs. O sistema de "pague-quanto-você-quiser" poderia fazer os compradores simplesmente dar o dinheiro a essas instituições. Rosen não se preocupa, dizendo que "Nós ainda vamos ficar felizes em dar-lhe todos os nossos jogos para as três plataformas, sem DRM", além de dizer que mesmo que os desenvolvedores não recebam nada, apenas as instituições de caridade, ainda considera que a compilação seria um sucesso. Rosen e o funcionário da Wolfire Games John Graham forneceram suporte técnico durante as vendas de várias pessoas através de e-mail e sessões de bate-papo.

## Os pacotes

### Humble Indie Bundle #1
O primeiro pacote de jogos do Humble Indie Bundle começou suas vendas no dia 4 de Maio de 2010, sendo que iriam até dia 11 de Maio. Inicialmente, o pacote possuía 5 jogos - World of Goo (2D Boy), Aquaria (Bit Blot), Gish (Edmund McMillen), Penumbra: Overture (Frictional Games) e Lugaru (Wolfire Games). No meio das vendas, um novo jogo foi apresentado: Samorost 2, da Amanita Design, permitindo o download do jogo para quem já tinha comprado p pacote. Três desenvolvedoras também fizeram um incentivo aos compradores. Caso as vendas fossem mais de US$1 milhão de dólares, seria disponibilizado o código-fonte dos jogos Gish, Penumbra e Lugaru.
As vendas do Humble Indie Bundle foi descrita pelos organizadores como um grande sucesso, obtendo mais de US$1 milhão de dólares em uma semana, com cerca de 116 mil doações, o que fez os organizadores aumentassem o tempo das vendas. Após esta extensão das vendas, as vendas conseguiram arrecadar mais de US$1,270,000 milhões de dólares. Baseado na distribuição do dinheiro dos compradores, cerca de 31% foi doado para as duas instituições de caridade, enquanto cada um dos cinco desenvolvedores receberam cerca de US$166,000 mil dólares em vendas. A maioria dos compradores usavam Windows, enquanto o resto das vendas eram para Mac OS X e Linux. Com a monitoração dos preços, os compradores que usavam Linux eram os que mais pagavam, em média, pelo pacote, cerca de US$14 dólares, enquanto usuários de Mac OS X doavam US$10 dólares e usuários de Windows pagavam entre US$7 a US$8 dólares. Jeff Rosen notou que, perto do final das vendas, várias doações com preços de US$3333.00 dólares e US$1337.00 dólares. Rosen também acredita que sites de divulgação de links como Reddit ajudaram a atingir o marco de US$1 milhão de dólares. Como resultado, o código-fonte dos jogos Gish, Penumbra, Lugaru e, devido ao sucesso do Humble Indie Bundle, Aquaria foram disponibilizados em GNU General Public License; as artes, músicas e outras coisas criativas desses jogos não foram incluídas.
Embora muitos jogos inclusos no pacote estivessem disponíveis na plataforma Steam da Valve, os produtos do pacote não foram integrados com a plataforma. Em 9 de Dezembro de 2010, 7 meses depois após o lançamento do pacote, uma chave de produto da Steam foi mandada por e-mail para as pessoas que compraram o pacote, sendo que o único jogo não incluso para a integração foi Samorost 2.

### Humble Indie Bundle #2
Com o sucesso da primeira versão do Humble Indie Bundle, a segunda versão do Humble Indie Bundle foi lançada no dia 14 de Dezembro de 2010, lançando um novo pacote de 5 jogos, feitos por desenvolvedores independentes. O pacote incluía Braid (Jonathan Blow/Number None Studios), Cortex Command (Data Realms LLC), Machinarium (Amanita Design), Osmos (Hemisphere Games) e Revenge of the Titans (Puppy Games). As instituições de caridade ainda eram a Child's Play e Electronic Frontier Foundation. Além disso, Cortex Command e Braid funcionariam no sistema operacional Linux. Revenge of the Titans teve seu lançamento feito a partir deste pacote, disponível para os três sistemas operacionais.
Em apenas um dia, o Humble Indie Bundle conseguiu arrecadar mais de US$500,000 mil dólares, sendo que uma grande doação de US$2000,00 mil dólares foi feita por Markus Persson, criador de Minecraft. Após 5 dias, as vendas arrecadaram mais de US$1.0 milhão de dólares. Em comemoração, alguns jogos contidos no pacote, como Braid, estariam disponíveis para serem colocados na biblioteca de jogos do Steam. Em 22 de Dezembro, como promoção, todos os jogos da primeira versão do Humble Indie Bundle foi adicionado ao segundo. Todos que comprassem a partir desde ponto receberiam essa promoção. Quem já tinha comprado o pacote, deveria ter pago mais que a média dos pagamentos. Quando o pacote arrecadasse US$1,750,000 milhões de dólares, a Puppy Games iria liberar o código-fonte do seu jogo, Revenge of the Titans. Após o fim das vendas, o Humble Indie Bundle arrecadou mais de US$1,8 milhões de dólares, com cerca de 232.849 vendas.

### Humble FrozenByte Bundle
A terceira versão do pacote de jogos começou dia 12 de Abril de 2011, trazendo 5 jogos da Frozenbyte, que incluia Trine, Shadowgrounds e Shadowgrounds Survivor para Windows, Mac OS X e Linux. Além disso, o pacote incluia um protótipo de jogo para Windows chamado Jack Claw, que incluia seu código-fonte também. O jogo Splot também está disponível, mas este está em fase de desenvolvimento. Logo no primeiro dia, a compilação arrecadou mais de US$100.000 mil dólares.
Quantos as origens do terceiro pacote, a Frozenbyte procurou levantar dinheiro para seu desenvolvimento de jogos por uma venda de pague-quanto-você-quiser por um certo tempo, além de que a mesma não sabia desenvolver o sistema e não dar certo. Com a fama do Humble Indie Bundle, a FrozenByte contatou John Graham e Jeffrey Rosen, que concordaram para a criação do pacote, que iria possuir apenas títulos da Frozenbyte.
Essa versão do Humble Indie Bundle arrecadou mais de US$900.000 mil dólares, sendo que boa parte da arrecadação foi para terminar o desenvolvimento de Trine 2.

### Humble Indie Bundle #3
O quarto pacote de jogos, mas sendo considerado como "terceiro", foi lançado em  26 de Julho 2011, Contendo 5 outros jogos por produtoras indies. O quarto bundle inclui tais jogos: Crayon Physics Deluxe (Kloonigames), Cogs (Lazy 8 Studios), VVVVVV (Terry Cavanagh), Hammerfight (Kranx Productions), e And Yet It Moves (Broken Rules). O dinheiro da caridade continua sendo doado para as instituições Child's Play e a Electronic Frontier Foundation. Na metade das vendas, os compradores foram capazes de ter Minecraft até 14 de agosto 2011. Em primeiro de agosto, o jogo Steel Storm Foi adicionado como bônus para todos que compraram o pacote. A 5 de Agosto foi adicionado outro bónus: Atom Zombie Smasher. E mais tarde todos os jogos do Humble Bundle #2 ficaram disponíveis para quem pagasse mais do que a média.
Nas primeiras 17 horas, as vendas quebraram o recorde de US$500,000 de arrecadações totais com vendas por volta de 105 mil cópias compradas, uma melhora significante de pagamentos comparada ao Humble Frozenbyte Bundle. Depois, conseguiu arrecadar mais de US$1,000,000 das vendas, com mais de 210 mil cópias vendidas.

## Ligações Externas
Site oficial do Humble Indie Bundle